# Coupe de la Ligue anglaise féminine de football 2021-2022
Navigation
Édition précédente Édition suivante
La FA Women's League Cup 2021-2022 est la 11e édition de la Coupe de la Ligue anglaise féminine.
Il s'agit d'une compétition rassemblant les clubs de FA Women's Super League et de FA Women's Championship.

## Format
Le format change par rapport à l'année précédente. La phase de groupes comporte désormais cinq poules, réparties géographiquement (2 groupes au Nord, 3 groupes au Sud). Les cinq premiers ainsi que le meilleur deuxième sont qualifiés pour les quarts de finale, où ils sont rejoints par les clubs européens, c'est-à-dire cette saison Chelsea et Arsenal, Manchester City ayant été éliminé en phase de qualifications. Lors de la phase de groupes, les équipes inscrivent 3 points si elles l'emportent en 90 minutes, 2 points si elles l'emportent aux tirs au but à l'issue du temps réglementaire, 1 point si elles perdent aux tirs au but et 0 point sinon.

## Calendrier
| Tour | Nom              | Dates retenues                    | Équipes participantes | Équipes restantes |
| ---- | ---------------- | --------------------------------- | --------------------- | ----------------- |
| 1    | Phase de groupes | du 13 octobre au 16 décembre 2021 | 22                    | 6                 |
| 2    | Quarts de finale | 19 et 20 janvier 2022             | 8                     | 4                 |
| 5    | Demi-finales     | 2 et 3 février 2022               | 4                     | 2                 |
| 6    | Finale           | 5 ou 6 mars 2022                  | 2                     | 1                 |

## Résultats

### Phase de groupes
Source.

#### Groupe A
| Rang | Équipe           | Pts | J | G | Gt | Pt | P | Bp | Bc | Diff |
| ---- | ---------------- | --- | - | - | -- | -- | - | -- | -- | ---- |
| 1    | Liverpool        | 8   | 4 | 1 | 2  | 1  | 0 | 3  | 2  | +1   |
| 2    | Sunderland       | 7   | 4 | 1 | 2  | 0  | 1 | 3  | 9  | -6   |
| 3    | Blackburn Rovers | 6   | 4 | 2 | 0  | 0  | 2 | 4  | 4  | 0    |
| 4    | Sheffield United | 5   | 4 | 1 | 0  | 2  | 1 | 3  | 3  | 0    |
| 5    | Aston Villa      | 4   | 4 | 1 | 0  | 1  | 2 | 9  | 4  | +5   |

#### Groupe B
| Rang | Équipe            | Pts | J | G | Gt | Pt | P | Bp | Bc | Diff |
| ---- | ----------------- | --- | - | - | -- | -- | - | -- | -- | ---- |
| 1    | Manchester City   | 9   | 4 | 3 | 0  | 0  | 1 | 14 | 3  | +11  |
| 2    | Manchester United | 9   | 4 | 2 | 1  | 1  | 0 | 8  | 5  | +3   |
| 3    | Everton           | 6   | 4 | 2 | 0  | 0  | 2 | 5  | 8  | -4   |
| 4    | Leicester City    | 5   | 4 | 1 | 1  | 0  | 2 | 5  | 11 | -1   |
| 5    | Durham            | 1   | 4 | 0 | 0  | 1  | 3 | 3  | 8  | -5   |

#### Groupe C
| Rang | Équipe            | Pts | J | G | Gt | Pt | P | Bp | Bc | Diff |
| ---- | ----------------- | --- | - | - | -- | -- | - | -- | -- | ---- |
| 1    | Tottenham Hotspur | 9   | 3 | 3 | 0  | 0  | 0 | 15 | 2  | +13  |
| 2    | Charlton Athletic | 6   | 3 | 2 | 0  | 0  | 1 | 8  | 2  | +6   |
| 3    | Coventry United   | 3   | 3 | 1 | 0  | 0  | 2 | 6  | 6  | 0    |
| 4    | Watford           | 0   | 3 | 0 | 0  | 0  | 3 | 0  | 19 | -19  |

#### Groupe D
| Rang | Équipe         | Pts | J | G | Gt | Pt | P | Bp | Bc | Diff |
| ---- | -------------- | --- | - | - | -- | -- | - | -- | -- | ---- |
| 1    | Bristol City   | 8   | 3 | 2 | 1  | 0  | 0 | 4  | 1  | +3   |
| 2    | Reading        | 5   | 3 | 1 | 1  | 0  | 1 | 4  | 3  | +1   |
| 3    | Lewes          | 3   | 3 | 0 | 1  | 1  | 1 | 3  | 5  | -2   |
| 4    | Crystal Palace | 3   | 3 | 0 | 1  | 1  | 1 | 2  | 4  | -2   |

#### Groupe E
| Rang | Équipe                 | Pts | J | G | Gt | Pt | P | Bp | Bc | Diff |
| ---- | ---------------------- | --- | - | - | -- | -- | - | -- | -- | ---- |
| 1    | West Ham United        | 9   | 3 | 3 | 0  | 0  | 0 | 8  | 0  | +8   |
| 2    | London City Lionesses  | 5   | 3 | 1 | 1  | 0  | 1 | 3  | 3  | 0    |
| 3    | Brighton & Hove Albion | 3   | 3 | 1 | 0  | 0  | 2 | 1  | 4  | -3   |
| 4    | Birmingham City        | 1   | 3 | 0 | 0  | 1  | 2 | 2  | 7  | -5   |

#### Meilleurs deuxièmes
| Rang | Gpe | Équipe                | Pts | Ppm  | J | G | Gt | Pt | P | Bp | Bc | Diff |
| ---- | --- | --------------------- | --- | ---- | - | - | -- | -- | - | -- | -- | ---- |
| 1    | B   | Manchester United     | 9   | 2.25 | 4 | 2 | 1  | 1  | 0 | 8  | 5  | +3   |
| 2    | C   | Charlton Athletic     | 6   | 2.00 | 3 | 2 | 0  | 0  | 1 | 8  | 2  | +6   |
| 5    | A   | Sunderland            | 7   | 1.75 | 4 | 1 | 2  | 0  | 1 | 3  | 9  | -6   |
| 3    | D   | Reading               | 5   | 1.67 | 3 | 1 | 1  | 0  | 1 | 4  | 3  | +1   |
| 4    | E   | London City Lionesses | 5   | 1.67 | 3 | 1 | 1  | 0  | 1 | 3  | 3  | 0    |

### Quarts de finale
| Date          | Club            | Score | Club              |
| ------------- | --------------- | ----- | ----------------- |
| 19 janv. 2022 | West Ham        | 2-4   | Chelsea           |
| 19 janv. 2022 | Tottenham       | 1-0   | Liverpool         |
| 19 janv. 2022 | Manchester City | 3-1   | Bristol City      |
| 19 janv. 2022 | Arsenal         | 0-1   | Manchester United |

### Demi-finales
| Date        | Club            | Score | Club              |
| ----------- | --------------- | ----- | ----------------- |
| 2 fév. 2022 | Chelsea         | 3-1   | Manchester United |
| 3 fév. 2022 | Manchester City | 3-0   | Tottenham         |

### Finale
| Finale            | Chelsea  | 1 – 3   | Manchester City          | Kingsmeadow, Kingston upon Thames |  |
| 5 mars 2022 18h15 | Kerr 34e | (1 - 0) | 49e 69e Weir · 58e White |                                   |  |